# بيتر تشارلز جيلارد
بيتر تشارلز جيلارد (بالإنجليزية: Peter Charles Gaillard)‏ هو سياسي أمريكي، ولد في 29 ديسمبر 1812، وتوفي في 11 يناير 1889.